# I Salonisti
I Salonisti sind ein Schweizer Klavierquintett, das 1981 gegründet wurde. Grösste Bekanntheit erlangte das Ensemble durch seine Mitwirkung in James Camerons Film "Titanic" (siehe unten). Seit 2021 spielt keines der Gründungsmitglieder mehr mit, geblieben ist jedoch das musikalische Konzept und die Verwurzelung in Bern.

## Musik
Mit ihren thematisch inspirierten Konzertprogrammen bewegen sich I Salonisti bewusst jenseits starrer Kategorien von U- und E-Musik. I Salonisti spielen unter anderem Werke von Nino Rota, Fritz Kreisler, George Enescu, Astor Piazzolla, Claude Debussy, George Gershwin, Béla Bartók, Emmerich Kálmán, Kurt Weill und Johannes Brahms. Dank langjähriger Kontakte zu Komponisten in verschiedenen Ländern spielen sie Kompositionen und Arrangements, die für sie geschrieben werden.
Das Phänomen der Salonmusik-Renaissance seit den 1980er-Jahren haben I Salonisti mitinitiiert und entscheidend mitgeprägt.

## Werdegang
I Salonisti sind an den wichtigsten internationalen Festivals sowie den renommiertesten Spielstätten der Welt aufgetreten und haben zahlreiche Auszeichnungen für ihre Tonträger erhalten.

### Internationale Auftritte (Auswahl)
- Lucerne Festival
- Teatro La Fenice Venedig
- Wigmore Hall London
- Tonhalle Zürich
- Schleswig-Holstein Musik Festival
- Festival-Estival de Paris
- Suntory Hall Tokyo
- Philharmonie Warschau
- Reykjavík-Festival Island
- Zentrum Paul Klee Bern
- Festival dos Capuchos Portugal
- Frühlingsfestival Budapest
- Expo.02

### Auszeichnungen
- 1984 Schallplatte des Monats (Fonoforum) für Nostalgico
- 1985 Schallplatte des Monats (Fonoforum) für Humoresque
- 1989 Grand Prix du Disque für Orient Express
- 1998 Echo Klassik Deutscher Schallplattenpreis

### Mitwirkung im FilmTitanic(1997)
Durch ihre Rolle als Bordorchester in James Camerons Blockbuster Titanic wurden die Musiker 1997 schlagartig einem Millionenpublikum bekannt. Die damalige Zusammensetzung bestand aus Thomas Füri, Lorenz Hasler, Ferenc Szedlák, Béla Szedlák und Werner Giger. Den Orchesterleiter und Geiger des Ensembles Wallace Hartley spielte der walisische Schauspieler Jonathan Evans-Jones.

## Diskografie
- 2012: Titanic-Soundtrack (wahlweise als 2- oder 4-CD-Box, wobei jeweils eine CD ausschliesslich Musik von I Salonisti enthält)
- 2011: Quel temps fait-il à Paris?
- 2009: Les chemins d'amour
- 2004: Best of I SALONISTI / Decca
- 1999: Soundtrack – Let's Go To The Movies with I SALONISTI / Sony
- 1999: Bon voyage – A Musical Journey Around The Americas / Decca
- 1998: The Last Dance – Music from a vanishing Era / BMG Classics
- 1997: And the Band Played on – Music played on the Titanic / Decca
- 1997: Tangos Argentinos / RCA Classics
- 1994: Comme ci – comme ça – Virtuoso Encores / Decca
- 1992: Por Favor – Music from Latin America / Decca
- 1991: Gypsy Caprice – Gypsy Music from Eastern Europe / Decca
- 1990: Trans-Siberian Express – The Music of Russia / Decca
- 1989: Trans-Atlantic – A Musical Voyage / Decca
- 1989: Orient Express – The Romance of a Great Journey / Decca
- 1988: Hej Cigany! – Music from the Gypsy Salon / EMI
- 1986: Intermezzo – Music from Opera, Operetta and Musical / RCA Classics
- 1986: Mélodie / EMI
- 1985: Café Victoria – Argentinische Tangos / EMI
- 1984: Nostalgico – Argentinische Tangos / EMI
- 1984: Humoresque / EMI
- 1983: Serenata / EMI / eurodisc

## DVDs
- 2005: Die Abenteuer des Prinzen Achmed – Stummfilm von Lotte Reiniger (1926) / absolut medien / arte edition Nr. 750
- 1990: Orient Express – A Panorama of Europe with the Music of I SALONISTI / Decca